# 고텐바시
고텐바시(일본어: 御殿場市)는 일본 시즈오카현 동부에 있는 후지산 주변과 하코네 관광의 교통 거점인 고원 도시이다.
후지산 기슭에 있으며, 시가지의 고도는 250~600m(시청은 450m) 정도이다. 기후는 냉량 다우로 연평균 기온은 12.9℃, 연평균 강수량은 3,433mm 정도이다. 습도가 높아 안개가 끼는 날도 많으며, 겨울에는 시즈오카현의 도시 중에서는 드물게 눈이 내리는 날이 많고 여름은 시원해 열대야가 관측되었던 적이 없다. 완만하게 경사진 토지는 주로 논으로 이용되어 한가로운 경관을 만들고 있다. 후지산 등산의 거점으로 번창하였고 1889년 도카이도선(현 고텐바선) 개통 이후에는 피서지로도 발전했다. 도메이 고속도로의 개통으로 공업 진출도 활발하게 되었다.
1912년에는 일본 육군이 연습장을 개설해 군사 도시의 성격도 띄게 되었다. 현재도 일본 육상자위대의 주둔지와 히가시후지 연습장, 주일 미군 해병대의 캠프 후지 지구가 있어 시 면적의 3분의 1이 군사 시설과 관련되어 이용되고 있다. 시내에는 골프장이 점재하고 일본 최대급 아울렛 몰인 고텐바 프리미엄 아울렛이 있다.

## 역사
헤이안 시대에 고텐바는 이세 신궁에 속하는 장원 부지였다. 에도 시대에는 오다와라번의 일부였고, 메이지 시대 이후 1871년의 폐번치현 때까지는 시즈오카번의 일부였다. 도카이도 본선 개통 당시에는 철도가 이곳을 지나게 되면서 부흥하였으나, 이후 1934년 단바 터널의 개통으로 도카이도 본선의 경로가 바뀌면서 쇠퇴하였다.
- 1889년 2월 1일 - 도카이도 본선이 개통하면서 현재의 고텐바시 지역을 지나게 되었다.
- 1889년 4월 1일 - 정촌제 시행과 함께 슨토군 미쿠리야정(御厨町), 후지오카촌(富士岡村), 하라사토촌(原里村), 인노촌(印野村), 다마호촌(玉穂村), 다카네촌(高根村)이 탄생하였다.
- 1914년 - 미쿠리야정이 고텐바정(御殿場町)으로 개칭하였다.
- 1934년 12월 1일 - 단나 터널이 개통해 도카이도 본선이 고텐바역이 아닌 아타미역 경유로 변경되었고, 원래 구간은 고텐바선으로 분리되어 교통이 비교적 불편해지자 일시적으로 인구 유출 현상이 일어났다.
- 1955년 2월 11일 - 슨토군 고텐바정, 후지오카촌, 하라사토촌, 인노촌, 다마호촌의 대등 합병으로 고텐바시가 탄생하였다.
- 1956년 1월 1일 - 슨토군 다카네촌을 편입하였다.
- 1957년 9월 1일 - 슨토군 오야마정의 후루자와 지구를 편입하였다.
- 1969년 5월 26일 - 도메이 고속도로 고텐바 IC가 개설되었다.

## 인구
| 연도 | 인구   | ±%     |
| ---- | ------ | ------ |
| 1960 | 45,709 | —      |
| 1970 | 55,997 | +22.5% |
| 1980 | 69,261 | +23.7% |
| 1990 | 79,557 | +14.9% |
| 2000 | 82,533 | +3.7%  |
| 2010 | 89,028 | +7.9%  |

## 지리
시즈오카현 동부에 위치하고 서쪽으로 후지산, 동쪽으로 하코네산, 북쪽으로 단자와 산지, 남서쪽으로 아시타카산에 둘러싸인 평평한 토지에 위치한다. 남쪽은 스루가만을 향해 열려 있다. 남부는 스루가만으로 흘러드는 가노강 수계의 기세강, 북부는 사가미만으로 흘러드는 사카와강 수계의 아유자와강 유역이다. 두 강의 분수령은 대개 고텐바역 부근이다.
도잔호라는 관개용 저수지가 있다. 저수지는 낚시에 이용되고 있고 여기에는 무지개 송어 등 송어류가 방류되어 있다.

### 기후
| 고텐바시의 기후                                              | 고텐바시의 기후 | 고텐바시의 기후 | 고텐바시의 기후 | 고텐바시의 기후 | 고텐바시의 기후 | 고텐바시의 기후 | 고텐바시의 기후 | 고텐바시의 기후 | 고텐바시의 기후 | 고텐바시의 기후 | 고텐바시의 기후 | 고텐바시의 기후 | 고텐바시의 기후  |
| 월                                                           | 1월             | 2월             | 3월             | 4월             | 5월             | 6월             | 7월             | 8월             | 9월             | 10월            | 11월            | 12월            | 연간             |
| ------------------------------------------------------------ | --------------- | --------------- | --------------- | --------------- | --------------- | --------------- | --------------- | --------------- | --------------- | --------------- | --------------- | --------------- | ---------------- |
| 역대 최고 기온 °C (°F)                                       | 16.2 (61.2)     | 20.3 (68.5)     | 22.2 (72.0)     | 25.8 (78.4)     | 30.3 (86.5)     | 34.3 (93.7)     | 33.8 (92.8)     | 35.3 (95.5)     | 33.0 (91.4)     | 29.2 (84.6)     | 22.7 (72.9)     | 20.2 (68.4)     | 35.3 (95.5)      |
| 일평균 최고 기온 °C (°F)                                     | 7.8 (46.0)      | 8.6 (47.5)      | 11.7 (53.1)     | 16.5 (61.7)     | 20.8 (69.4)     | 23.5 (74.3)     | 27.1 (80.8)     | 28.7 (83.7)     | 25.5 (77.9)     | 20.3 (68.5)     | 15.4 (59.7)     | 10.4 (50.7)     | 18.0 (64.4)      |
| 일일 평균 기온 °C (°F)                                       | 2.7 (36.9)      | 3.5 (38.3)      | 6.6 (43.9)      | 11.5 (52.7)     | 15.9 (60.6)     | 19.2 (66.6)     | 22.9 (73.2)     | 24.1 (75.4)     | 20.9 (69.6)     | 15.6 (60.1)     | 10.3 (50.5)     | 5.2 (41.4)      | 13.2 (55.8)      |
| 일평균 최저 기온 °C (°F)                                     | −1.9 (28.6)     | −1.2 (29.8)     | 1.9 (35.4)      | 6.8 (44.2)      | 11.7 (53.1)     | 16.0 (60.8)     | 20.1 (68.2)     | 21.0 (69.8)     | 17.5 (63.5)     | 11.6 (52.9)     | 5.7 (42.3)      | 0.5 (32.9)      | 9.1 (48.4)       |
| 역대 최저 기온 °C (°F)                                       | −8.8 (16.2)     | −12.2 (10.0)    | −8.8 (16.2)     | −4.8 (23.4)     | 2.4 (36.3)      | 8.0 (46.4)      | 11.3 (52.3)     | 12.9 (55.2)     | 7.0 (44.6)      | 0.9 (33.6)      | −4.8 (23.4)     | −7.7 (18.1)     | −12.2 (10.0)     |
| 평균 강수량 mm (인치)                                        | 104.6 (4.12)    | 128.9 (5.07)    | 253.3 (9.97)    | 248.4 (9.78)    | 255.7 (10.07)   | 297.4 (11.71)   | 361.4 (14.23)   | 247.5 (9.74)    | 372.5 (14.67)   | 315.2 (12.41)   | 185.5 (7.30)    | 104.3 (4.11)    | 2,874.6 (113.17) |
| 평균 월간 일조시간                                           | 173.7           | 155.4           | 151.6           | 163.2           | 155.4           | 103.6           | 118.6           | 157.7           | 115.7           | 129.7           | 147.1           | 165.7           | 1,733.9          |
| 출처: 일본 기상청 (평년값: 1991년~2020년, 극값: 1976년~현재) |                 |                 |                 |                 |                 |                 |                 |                 |                 |                 |                 |                 |                  |

## 교통

### 철도
- 도카이 여객철도 고텐바선

### 도로
- 도메이 고속도로
- 국도 제138호선
- 국도 제246호선
- 국도 제469호선